# 小田尚稔
小田 尚稔（おだ なおとし、1986年 - ）は、日本の劇作家、演出家。

## 来歴
広島県広島市出身。東京学芸大学大学院教育学研究科修士課程修了。
2011年より国分寺大人倶楽部、悪魔のしるし、わっしょいハウス、三条会、ウンゲツィーファなどのインディーズ演劇にて俳優としての活動を開始。
2015年より劇作活動を始める。自身の主宰公演では「小田尚稔の演劇」という名義を用い、主に哲学 · 思想に関する文献を参照しながらオリジナルの戯曲を書き上演作品をつくる。上記のような題材を扱いながらも「いつでも、 どこでも、誰にでも」伝わるような普遍性のある作品づくりを心掛けて劇作を行っている。
2021年、「罪と愛」の上演台本で第65回岸田國士戯曲賞候補。

## 主な作品

### 舞台
- 「簡単な生活」（2015年）
- 「凡人の言い訳」（2016年-2018年）
- 「是でいいのだ」（2016年、2018年-2021年）
- 「聖地巡礼」（2017年、2018年）
- 「悪について」（2017年、2019年）
- 「高架線」（原作：滝口悠生、2018年）
- 「善悪の向こうがわ」（2019年）
- 「罪と愛」（2020年）
- 「レクイヱム」（2021年）
- 「よく生きろ！」（2022年）
- 「理想郷」（2024年）

### 小説
- 「是でいいのだ」 （『悲劇喜劇』2020年3月号）

## 出演
- 「スワン666」（作・演出：飴屋法水）